# Пройко Пройков
Пройко Тенев Пройков е български художник – аниматор и режисьор.

## Биография
Пройко Пройков е роден на 7 ноември 1927 г. в Перник. Завършва живопис при проф. Илия Петров във ВИИИ „Николай Павлович“ (1951). Работи като художник и журналист във в. „Дунавска правда“, Русе (1951), като художник във в. „Земеделско знаме" (1956 – 1958), аниматор в отдела за мултипликационни филми към СИФ (1959 – 1963), художник постановчик в отдел „Трик" на БТ (1963 – 1969), режисьор в Студия за анимационни филми (САФ) „София“ (1970 – 1989).
От 1989 до 1991 г. е режисьор в студия „Каданс" към СИФ „Бояна“. Член е на Съюза на българските филмови дейци и ASIFA. Публикува илюстрации и карикатури в печата.
За значителните си приноси е удостоен с редица отличия на национални и международни филмови фестивали. Два пъти е носител на наградата на СБФД за цялостно творчество.
Умира на 7 май 2000 г. в София.

## Избрана филмография
- Озорной котенок (1959);
- Звезден прах (1973);
- Изложба (1976);
- Прелюд (1978);
- Вражда (1981);
- Кравата (1982);
- Пеещите каубои (1984).[4]